# 1873 في المغرب
فيما يلي قوائم الأحداث التي وقعت خلال عام 1873 في المغرب.

## سياسة

### تعيين في المنصب
- 1 يناير – الحسن الأول بن محمد سلطان المغرب.

### انتهاء فترة المنصب
- 16 سبتمبر – محمد الرابع سلطان المغرب.

## مواليد

### يناير
- 1 يناير – أبو الفيض الكتاني

## وفيات

### سبتمبر
- 16 سبتمبر – محمد الرابع (مواليد 1803) سياسي مغربي.